# Abel Guterres

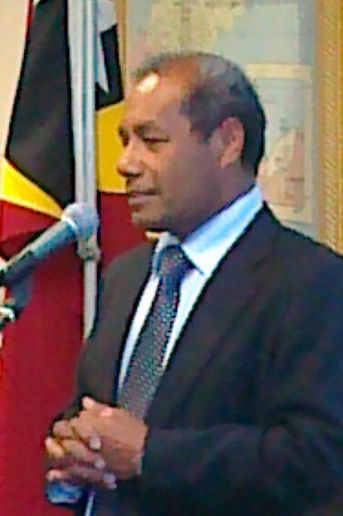
Abel Guterres

Abel Guterres (* 1956 (?) in Portugiesisch-Timor) ist ein osttimoresischer Diplomat. Von 2010 bis 2019 war er der Botschafter Osttimors in Australien und auch für Fidschi und bis 2014 für Neuseeland zuständig. Seit 2021 ist Guterres Botschafter Osttimors in Brunei.

## Werdegang
Als Kind trug Guterres Obst und Gemüse stundenlang durch die Berge, um sie im Markt von Baucau zu verkaufen und so seine Geschwister mitzuversorgen.
Guterres war 19 Jahre alt, als sich 1975 die Invasion der Indonesier in Osttimor abzeichnete. Ihm gelang es in einem von Timoresen gekaperten australischen Militärflugzeug nach Australien mitzufliegen. Guterres blieb die folgenden 24 Jahre in Australien. 13 seiner 14 Geschwister und sein Vater wurden im Dezember 1977 bei einem indonesischen Bombardement getötet. Nur seine Mutter und ein älterer Bruder überlebten. Unter anderem arbeitete Guterres in Melbourne als Zugführer und Busfahrer. Gleichzeitig war er in der osttimoresischen Unabhängigkeitsbewegung aktiv, leistete zusammen mit José Ramos-Horta Lobbyarbeit und war Sprecher im Radio 3CR, das Nachrichten in Tetum sendete. In dieser Zeit erhielt Guterres auch die australische Staatsbürgerschaft.
1990 wurde Guterres zum offiziellen Vertreter des Conselho Nacional de Resistência Maubere CNRM in Australien, Neuseeland und den Inselstaaten des Südpazifik ernannt. Der CNRM, später CNRT, war der Dachverband der Unabhängigkeitsbewegung Osttimors. Nach einer Diplomatenausbildung an der University of New South Wales im Jahre 2000 wurde Guterres an die University of Oxford geschickt, wo er internationales Recht, Politik, praktische Diplomatie und internationale Wirtschafts- und Finanzwesen in einem Programm für den diplomatischen Dienst studierte. Guterres erhielt das Diplom mit Auszeichnung.
Guterres übernahm im unabhängigen Osttimor unter anderem die Abteilung für Australien, Neuseeland und den Pazifik im Außenministerium, war stellvertretender Direktor für die Unabhängigkeitsfeierlichkeiten am 20. Mai 2002, der erste Generalkonsul Osttimors in Sydney (2002–2008), Stabschef von Premierminister José Ramos-Horta im Jahre 2007 und Direktor für bilaterale Beziehungen im Außenministerium.
Vom 18. Mai 2010 bis 2019 war Guterres der osttimoresische Botschafter in Canberra, mit Zuständigkeit auch für andere Länder neben Australien. Am 13. Juli 2021 wurde er als Botschafter Osttimors in Brunei vereidigt.

## Sonstiges
Abel Guterres ist verheiratet mit Ana Paula Mok Guterres.